# Збройні сили Португалії
Збройні сили Португалії (скор. ЗС Португалії, порт. Forças Armadas de Portugal) — сукупність військ Португалії, які поділяються на сухопутні (СВ), повітряні (ПС), Військово-морські (ВМС).

## Чисельність
Загальна чисельність військовослужбовців перевищує 64 тисячі, якщо не враховувати національну гвардію, сил цивільної оборони та військову поліцію, чисельність яких становить 40 тисяч. Сухопутні війська комплектуються шляхом призову, ВПС і ВМС — контрактниками. У ЗС Португалії служать громадяни віком від 18 до 45 років. Термін служби залежить від роду військ і становить два роки для СВ, три — для авіації і чотири — для служби на флоті.

## Склад Збройних сил
Територія Португалії включена в особливий регіон — так звану Іберійську Атлантику, яка виділена зі складу головного командування НАТО в Східній Атлантиці в лютому 1967 року. Вона охоплює територію Португалії та східну частину акваторії Атлантичного океану, що примикає до Гібралтарської протоки і північно-західного узбережжя Африки до тропіка Рака. Пост командувача об'єднаних збройних сил НАТО в цьому регіоні займає американський адмірал, штаб якого розташований поблизу Лісабона. В об'єднані збройні сили НАТО Португалія передала винищувально-бомбардувальну ескадрилью (20 літаків) і всі полки. Територія країни широко використовується також для розміщення військових складів і різного роду об'єктів.

### Сухопутні війська
СВ мають найбільшу кількість військовослужбовців — 40 тисяч солдатів, укомплектованих у 20 полків.
- 1-й піхотний полк (Португалія)

### Повітряні сили
Військово-повітряні сили Португалії створені в 1952 році. До їх складу увійшли частини та підрозділи авіації СВ і ВМС, а також парашутно-десантні війська. ВПС брали активну участь в бойових в Анголі та інших, так званих «заморських володіннях» Португалії. Тактична авіація має на озброєнні близько 80 бойових і транспортних літаків та 10 тисяч осіб персоналу. Літаки базуються на авіабазах в Лісабоні, Бежа, Ота і Легенси. Для авіації країн НАТО надаються аеродроми в Монтижу та Еспіно.
Завдання ПС Португалії:
- надання безпосередньої авіаційної підтримки СВ і ВМС
- ведення повітряної розвідки
- забезпечення ППО країни
- здійснення перекидань особового складу і військових вантажів в інтересах усіх видів Збройних сил
- організація пошуку і порятунку екіпажів літаків, вертольотів і кораблів, які зазнали аварії
- захист прилеглих морських акваторій
- вирішення ряду невластивих військовій авіації питань (розвідка природних ресурсів, охорону рибальської зони тощо)

Керівництво НАТО планує залучати ВПС країни для боротьби з підводними човнами й кораблями противника в прибережних районах Атлантичного океану, а також для контролю і забезпечення протиповітряної оборони ділянки «повітряного мосту» між США та Близьким Сходом — від Азорських островів до континентальної частини країни. Особлива роль відводиться їм у забезпеченні прикриття на цих островах військово-повітряної бази Лагенс, яка використовується американськими ВПС.